# Kanaginahal, Gadag
Kanaginahal là một làng thuộc tehsil Gadag, huyện Gadag, bang Karnataka, Ấn Độ.